# Емілі Своллоу
Емілі Своллоу (англ. Emily Swallow; нар. 18 грудня 1979 (45 років), Вашингтон, США) — американська акторка. Найбільш відома завдяки своїм ролям у таких телесеріалах як «Менталіст» (2013–2014), «Надприродне» (2015–2020), «Понеділок вранці» (2013), а також у мультиплікаційному серіалі «Кастлванія» (2017–2018).

## Біографія
Емілі Своллоу народилася 18 грудня 1979 року в місті Вашингтон, США. Виросла у Стерлінгу, штат Віргінія і Джексонвілле, штат Флорида. Коли Емілі навчалася в підготовчій школі коледжу Стентон, вона почала брати участь у різних професійних і аматорських театральних постановках. Маючи намір продовжити кар'єру в якості співробітника дипломатичної служби, Емілі в 2001 році отримала ступінь бакалавра з вивчення Близького Сходу у Віргінському університеті. Після закінчення школи, Емілі також отримала ступінь магістра мистецтв акторської майстерності в Школі мистецтв «Тіш» Нью-Йоркського університету.

## Кар'єра
Свою акторську кар'єру Емілі почала в Бродвейському театрі, де брала участь у різних виставах, у тому числі таких як «Король Лір», «Приборкання непокірної», «Сон в літню ніч», «High Fidelity», «Багато шуму з нічого», «Cat on a Hot Tin Roof», та багато інших. Емілі також грала у світових прем'єрах таких як «Romantic Poetry» і «Measure for Pleasure». За виконання ролі Кейт у постановці «Приборкання норовливої», в 2010 році була удостоєна премії Falstaff Award як краща актриса. У 2013 році Емілі співпрацювала з Марком Райленсом і Луї Дженкінсом на світовій прем'єрі «Nice Fish» в театрі Гатрі.
На телебаченні, Емілі Своллоу вперше з'явилася в 2006 році в серіалі Дороговказне світло, зображуючи роль Реджини. Згодом, вона почала з'являтися в епізодичних ролях в таких серіалах як «Летючі Конкорди», «Єрихон» та інші. В 2013 році, Емілі була в постійному акторському складі в драматичному серіалі «Понеділок вранці», однак набольшую популярність їй приніс серіал «Менталіст», де вона зіграла роль агента ФБР Кім Фішер. Однією з найбільш популярних ролей Емілі, є роль Амари (Тьма) в телесеріалі «Надприродне».
У 2012 році Емілі спільно зі співачкою Жак Губерман, створила театральне шоу під назвою Jac N Swallow, з якими вони виступали в Нью-Йорку.
У 2017 році приєдналася до акторського складу в якості гостя на роль Емілі в комп'ютерній грі The Last of Us Part II.

## Фільмографія
| Рік       |    | Українська назва                  | Оригінальна назва             | Роль                      |
| --------- | -- | --------------------------------- | ----------------------------- | ------------------------- |
| 2006      | с  | Дороговказне світло               | Guiding Light                 | Реджина                   |
| 2007      | с  | Єрихон                            | Jericho                       | медсестра                 |
| 2007      | с  | Летючі конкорди                   | Flight of the Conchords       | Беккі                     |
| 2007      | с  | Мандрівник                        | Journeyman                    | начальник служби безпеки  |
| 2008      | ф  | Щасливчики                        | The Lucky Ones                | Бренді                    |
| 2009      | с  | Медіум                            | Medium                        | Еріка Дюваль              |
| 2009      | с  | NCIS: Полювання на вбивць         | NCIS                          | Дарлін Келп               |
| 2009—2010 | с  | Південна територія                | Southland                     | Діна Кларк                |
| 2010      | тф | Шанси                             | The Odds                      | Бекка Фачеллі             |
| 2011      | с  | Гарна дружина                     | The Good Wife                 | Менді Кокс                |
| 2011      | с  | Двійник                           | Ringer                        | детектив Елізабет Салдана |
| 2013      | с  | Понеділок вранці                  | Monday Mornings               | д-р Мішель Роббіду        |
| 2013      | с  | Різзолі та Айлз                   | Rizzoli & Isles               | Елізабет Кітінг           |
| 2013      | с  | Айронсайд                         | Ironside                      | Табіта Гейтс              |
| 2013—2014 | с  | Менталіст                         | The Mentalist                 | Кім Фішер                 |
| 2015      | с  | Керівництво подруг до розлучення  | Girlfriends' Guide to Divorce | Карла                     |
| 2015      | вг | Орден: 1886                       | The Order: 1886               | доп. голос                |
| 2015      | с  | Красуня і чудовисько              | Beauty and the Beast          | Белінда Залман            |
| 2016      | с  | Як уникнути покарання за вбивство | How to Get Away with Murder   | Ліза Кемерон              |
| 2016      | с  |                                   | Adoptable                     | Ліза Крейн                |
| 2017      | кф |                                   | The Games We Play             | Жюль                      |
| 2017      | с  | Кмітливець                        | Man with a Plan               | доктор Нокс               |
| 2018      | с  | Поза часом                        | Timeless                      | Вірсавія Поуп             |
| 2018      | с  | Розбійники                        | Dealbreakers                  | Меґґі                     |
| 2017—2018 | мс | Кастлванія                        | Castlevania                   | Ліза Цепеш                |
| 2018      | кф |                                   | Forget Me Not                 | мати                      |
| 2018      | кф |                                   | Health to the King            | Кейт                      |
| 2019      | с  | Мандалорець                       | The Mandalorian               | Зброяр                    |
| 2019      | с  | Елементарно                       | Elementary                    | Брі Новачек               |
| 2015—2020 | с  | Надприродне                       | Supernatural                  | Амара / Пітьма            |
| 2020      | вг | Одні з нас: Частина II            | The Last of Us Part II        | Емілі (озвучування)       |
| 2020      | ф  | Привид Марії Селести              | Haunting of the Mary Celeste  | Рейчел                    |
| 2024      | с  | Секретний рівень                  | Secret Level                  | Pac-Man                   |